# بوخنیفیس
بوخنیفیس (به عربی: بوخنیفیس) یک شهرداری در الجزایر است که در استان سیدی بلعباس واقع شده‌است.